# Стаффансторп
Стаффанторп (швед. Staffanstorp) — населённый пункт на юге Швеции в южном административном регионе Швеции — Сконе, центр одноимённой коммуны. Стаффансторп расположен на юге от города Лунд и северо-востоке от города Мальмё.

## История
В 1857 году гостиница в Стаффансторпе, которая находилась на пересечении проселочных дорог Арлёв-Далбю а также Лунд-Треллеборг, получила право на прием и размещение гостей. В 1885 здесь открылась фабрика по производству сахара, которая вплоть до закрытия в 1963 году являлась важной промышленностью в городе. Рабочие фабрики снимали жилье в близлежащих деревнях и впоследствии часть из них смогла купить участки вдоль проселочных дорог. В 1896—1960 годах Стаффансторп был железнодорожным узлом, где сходились железнодорожные пути между городами Мальмё-Симрисхамн а также Лунд-Треллеборг. Единственное ограбление на железной дороге произошло в Швеции 18 марта 1907 года на ветке между Стаффансторпом и Юрслёв.

## О происхождении названия города
Название местности впервые упоминается в 1304 году в форме Stafnsthorp. Согласно шведскому словарю географических названий часть слова соответствует вероятно старому мужскому имени Стафн (Stafn). Это имя скорее всего не имеет ничего общего с именами Стефан/Стафан (Stefan/Staffan), а происходит от шведского слова «stäv» — форштевень на корабле. Название деревни затем трансформировалось в повседневной речи в Стансторп (Stanstorp). Когда в 1875 здесь была построена железнодорожная станция место получило название Стаффансторп (Staffanstorp). Это название встречалось ранее с начала 1800-х и использовалось затем чтобы избежать путаницы с другим городом с названием Стансторп. Когда в 2000 году сформировался ныне существующий церковный приход он получил название приход Святого Стаффана и на веб-странице прихода писателем Иваном Пфейфером утверждается тем не менее, что Святой Стефан в конечном итоге дал Staffanstorp свое имя. Благодаря этому приход и получил своё название. Таким образом существует два толкования названия города.

## Здания
Самые старые здания сконцентрированы на севере города вдоль дорог с названиями Мальмёвэген (Malmövägen), Сёдра лундавэген (Södra Lundavägen), Вальхалавэген (Valhallavägen) и Ярнвэгсвэген (Järnvägsgatan). Район рядом со старой железнодорожной станцией формировал ранее центр населенного пункта вместе со зданием коммуны (муниципалитета), зданием почты и телекоммуникационной сети. В этом же районе есть городская гостиница, старое здание полиции и так называемый район производства сахара с сохраненными постройками и большой парковой зоной. Здания отличаются в основном фасадами из красного или жёлтого кирпича. На севере города также располагается большой жилой район Окерхус. В центре города расположена школа Балдерскула, рядом с которой расположен парк Балдернс Хаге. В городе расположены также дом престарелых, художественная галерея, библиотека и поликлиника.
Здания в населенном пункте состоят в основном из вилл и здания городского управления, а также высшей школы Хагвлидскулан с примыкающими к ней спортивными постройками. В течение 1990-х начался большой проект по жилой застройке в Стаффансторпе, чья центральная часть носила черты шведской/датской архитектуры. Во время жилищной ярмарки 97 зданий в центре города привлекли особое внимание и было решено строить на востоке города новые застройки. Как результат повышающихся цен на жилье в близлежащем крупном городе Мальмё в течение 2000-х годов, коммуна строит новый жилищный регион на месте бывшей пахоты.

## Дороги
Несколько километров севернее от города пролегает автодорога Е22 около города Лунд и около 5 километров западнее находится Е6/Е20/Е22 (внешнее кольцо дороги). Рядом со Стаффансторпом проходит окружная дорога 108 и шоссе 11. Через внешнее автокольцо в Мальмё можно уже через 15 минут доехать до Эресуннского моста. Если воспользоваться местными автобусами Сконетрафикен, то в Мальмё можно оказаться через 20 мин (автобусы 174,172), а также в Лунде (автобус 166).

## Железная дорога
В Стаффансторпе есть старая железнодорожная станция с прилегающим железнодорожным двором, ранее они использовались для обслуживания дорог Мальмё-Симрисхамн и Лунд-Треллеборг. Железнодорожные пути до сих пор остались в Стаффансторпе, хотя сама дорога не используется, а в бывшем здании станции сейчас расположен ресторан. Ближайшая железная дорога находится в городе Лунд.

## События в городе
В мае ежегодно проходит благотворительная акция от Lions club, который также проводит культурную ночь в Стаффансторпе в октябре.

## Спорт
Несколько спортивных объединений организуют многочисленные спортивные мероприятия в городе.
- СК Станстад — флорбол[2]
- Стаффансторп Юнайтед — футбол[3]
- ФК Стаффансторп[4]
- Легкоатлетический клуб Стаффансторпа — прекратил своё существование в 2011 году
- Клуб борьбы «Актив»
- Гимнастический клуб «Невис»[5]
- Боулинг клуб «Брохёг»[6]
- Боулинг клуб Стаффансторпа[7]
- Клуб настольного тенниса Стаффансторпа[8]
- Хобби-клуб Стаффансторпа (Автомоделизм)[9]
- Дзюдо-клуб Стаффансторпа[10]
- Конный клуб Стаффансторпа[11]
- Стаффансторп «Сэйвиорс» — Американский футбол[12]
- СК «Тритон» — плавание[13]
- Стаффансторпское объединение по Тхэквондо[14]
- «Лилленс вэннер» — петанк[15]
- Карате-клуб Стаффансторпа — Сётокан[16]
- Бокс-клуб Стаффансторпа[17]
- Велосипедный клуб Стаффансторпа[18]
- Бадминтон-клуб[19]